# Література інків
Література інків — література часів імперії інків Тауантінсую. Була представлена у вигляді усного відтворення текстів. Сформувалася на основі руна сімі — кечуа. На основі інкської літератури розвинулася сучасна кечуанська література.

## Особливості
Твори словесності зберігалися завдяки постійному повторення текстів у пам'яттю їх творців та декламаторів. Відразу ж після завоювання Перу ці тексти, але незначна їх частина, були записані в латинській транскрипції іспанськими хроністами.
У період імперії інків мова кечуа дуже скоро стала набувати статусу літературної мови. Сучасні літературні твори, написані мовою кечуа, спираються на традиції словесності інків. Ця спадкоємність кечуанської писемності, її безпосередній взаємозв'язок з писемністю інків є характерною особливістю писемності інків та їхніх нащадків.
Літературна творчість мовою кечуа в часи інків була дуже багата. Оскільки ці твори не фіксувалися на письмі та зберігалися в пам'яті декламаторів, від літератури епохи Тауантінсую дотепер збереглися лише уривки, головним чином поетичні, збережені для потомства першими іспанськими хроністами віцекоролівства Перу.